# Карабил
Карабил (на туркменски; на руски: Карабил) е обширно хълмисто възвишение в югоизточната част на Туркменистан и северозападна част на Афганистан. Простира се северно от планинската система на Паропамиз, между долините на реките Амударя на североизток и Мургаб на запад, а на север постепенно преминава в пустинята Каракум. Изградено е от алувиално-пролувиални тънкоезерни льосовидни пясъчници с неогенска и кватернерна възраст. Наклонено е от юг на север. Максимална височина връх Дадеранли 984 m, 36°12′29″ с. ш. 63°39′54″ и. д. / 36.208056° с. ш. 63.665° и. д.), разположен в югозападната му част. Заето е от ефемерови пустинни и полупустинни растителни формации и субтропични ефемероидни степи.

## Топографска карта
- J-41-Г М 1:500000[2]